# 凱西·布瑞爾
凱西·布瑞爾（英語：Kathy Brier，1975年3月10日—）是一名美國女演員和歌手，她出名在ABC肥皂劇《One Life to Live》和百老匯《Hairspray》的演出。

## 早年
布瑞爾在紐約的史泰登島長大，她在那裡的摩爾天主教高中上學，之後在瓦格納學院修讀戲劇和商業，並取得了藝術管理學士學位。

## 生涯
布瑞爾於2002年10月18日至2009年6月17日期間在ABC肥皂劇《One Life to Live》中飾演Marcie Walsh McBain這個角色，並於2009年11月短暫回歸。她還於2011年10月後期和11月早期短暫回歸飾演該角色。2004年，她的表演為她提名了日間艾美獎的「最佳戲劇類劇集女配角」。
從2003年到2004年，布瑞爾在百老匯的《Hairspray》中扮演Tracy Turnblad，在之前已經成為東尼獎（Tony Award）得主瑪麗莎·賈瑞·溫諾克的候選人六個月了。
布瑞爾開始在劇院演出，其中包括《Funny Girl》中飾演的Fanny Brice、《I Oughta Be in Pictures》中的Libby Tucker、《Cinderella》中的Joy和《Grease》中的Rizzo。她在百老匯外的演出包括在聯合廣場劇院（Union Square Theatre）的《Bat Boy The Musical》中的Ron Taylor和Mayor Maggie、Lamb's劇院的《The Prince and the Pauper》、John Houseman劇院的《O'Casey Knock》、演員工作室（The Actor's Studio）的《Tango Ballad》和Julia Miles劇院的《A Broadway Diva Christmas》。
2010年，布瑞爾在HBO電視劇《酒私風雲》的第1季第9集「Belle Femme」中演出，飾演一位著名的歌手/女演員蘇菲·塔克。她也演唱該電視劇的一些音樂。

## 個人生活
凱西在2010年結婚。2011年，她和她的丈夫生下一名兒子。

## 影視作品
| 年份      | 譯名標題     | 原名標題                     | 角色                | 備註                                                                               |
| --------- | ------------ | ---------------------------- | ------------------- | ---------------------------------------------------------------------------------- |
| 2002–2011 | 不適用       | One Life to Live             | Marcie Walsh McBain | 2002年10月18日 – 2009年6月17日；2009年11月6日–13日；2011年10月25日 – 2011年11月3日 |
| 2003–2006 | 不適用       | Soap Talk                    | 她自己              | 2003年8月14日、2006年3月22日                                                       |
| 2004      | 不適用       | The Wayne Brady Show         | 她自己              | 2004年3月24日                                                                      |
| 2005      | 不適用       | The View                     | 她自己              | 2005年2月17日                                                                      |
| 2005      | 不適用       | JoJo's Circus                | Babalulu            | 2集                                                                                |
| 2008      | 不適用       | Law & Order: Criminal Intent | Chia Bisman         | 2008年7月13日                                                                      |
| 2010      | 《酒私風雲》 | Boardwalk Empire             | 蘇菲·塔克           | 2010年11月14日                                                                     |

## 外部連結
- 凱西·布瑞爾在互联网电影资料库（IMDb）上的資料（英文）
- . Soaps.com.   [June 17, 2009]. （原始内容存档于2009-04-06）.